# William Goodhart
Pour les articles homonymes, voir Goodhart.
William Howard Goodhart, baron Goodhart, (18 janvier 1933 - 10 janvier 2017) est un homme politique libéral-démocrate britannique, un avocat spécialisé dans la propriété et les droits de l'homme et un membre de la Chambre des lords.

## Jeunesse
William Goodhart est le fils d'Arthur Lehman Goodhart et le frère de Charles Goodhart et de Philip Goodhart.
Il fait ses études au Collège d'Eton, effectue le service national de 1951 à 1953 et obtient un diplôme en droit du Trinity College de Cambridge en 1956 avant de remporter une bourse Harkness pour étudier le droit à l'Université Harvard.
Il est admis au barreau en 1960 et nommé conseil de la reine en 1979. En tant qu'avocat, il développe une pratique spécialisée dans la chancellerie et apparait dans un certain nombre d'affaires notables, notamment (à la Chambre des Lords) Street v Mountford. Il co-écrit avec Gareth Jones un manuel sur le thème de la performance spécifique.

## Politique
Membre du Parti social-démocrate, il se présente pour le siège conservateur sûr de Kensington aux élections générales de 1983 et 1987.
Après que le SDP ait fusionné avec les Libéraux, il se présente par la suite l'élection partielle de Kensington de 1988 sous la nouvelle bannière des Démocrates sociaux et libéraux terminant troisième.
Lors des élections générales de 1992, il se présente le siège d'Oxford West et d'Abingdon comme candidat libéral-démocrate. Goodhart réduit la majorité conservatrice de plus de 1 000 voix à 3 500 voix, mais termine deuxième.
Il est fait chevalier le 14 février 1989 et créé pair à vie sous le nom de baron Goodhart, de Youlbury dans le comté d'Oxfordshire, le 23 octobre 1997. À la Chambre des Lords, il est porte-parole des libéraux-démocrates à plusieurs titres, généralement liés à des questions juridiques, notamment en tant que Shadow Lord grand chancelier des libéraux-démocrates. Avant la House of Lords Act 1999, il fait campagne pour réformer la Chambre haute et, plus tard dans sa carrière, exprime sa frustration face à sa nature antidémocratique .
Il prend sa retraite de la Chambre des Lords le 15 mai 2015.
Humaniste dévoué, Goodhart est un membre de longue date du All Party Parliamentary Humanist Group, ainsi que de la British Humanist Association (BHA). Il fait partie d'un certain nombre de parlementaires qui, en 2010, appellent à des réformes substantielles des services publics en Grande-Bretagne à la suite d'un rapport de la BHA sur l'influence religieuse dans les services publics. De 2007 à 2009, Goodhart est président de JUSTICE, la section britannique de la Commission internationale de juristes, ainsi que commissaire de la CIJ depuis 1993. Il est élu vice-président de la CIJ en 2002. Il est également membre honoraire de la National Secular Society.

## Vie privée
Il a trois enfants avec sa femme, Celia  Herbert, : Annabel Frances Goodhart (née le 22 août 1967 ; mariée à James Dallas ; trois filles), Laura Christabel Goodhart (née le 25 décembre 1970 ; mariée à William Watts ; trois fils) et Benjamin Herbert Goodhart (né le 29 décembre 1972 ; partenaire de Wendy Young ; un fils).